# 福岡市立西福岡中学校

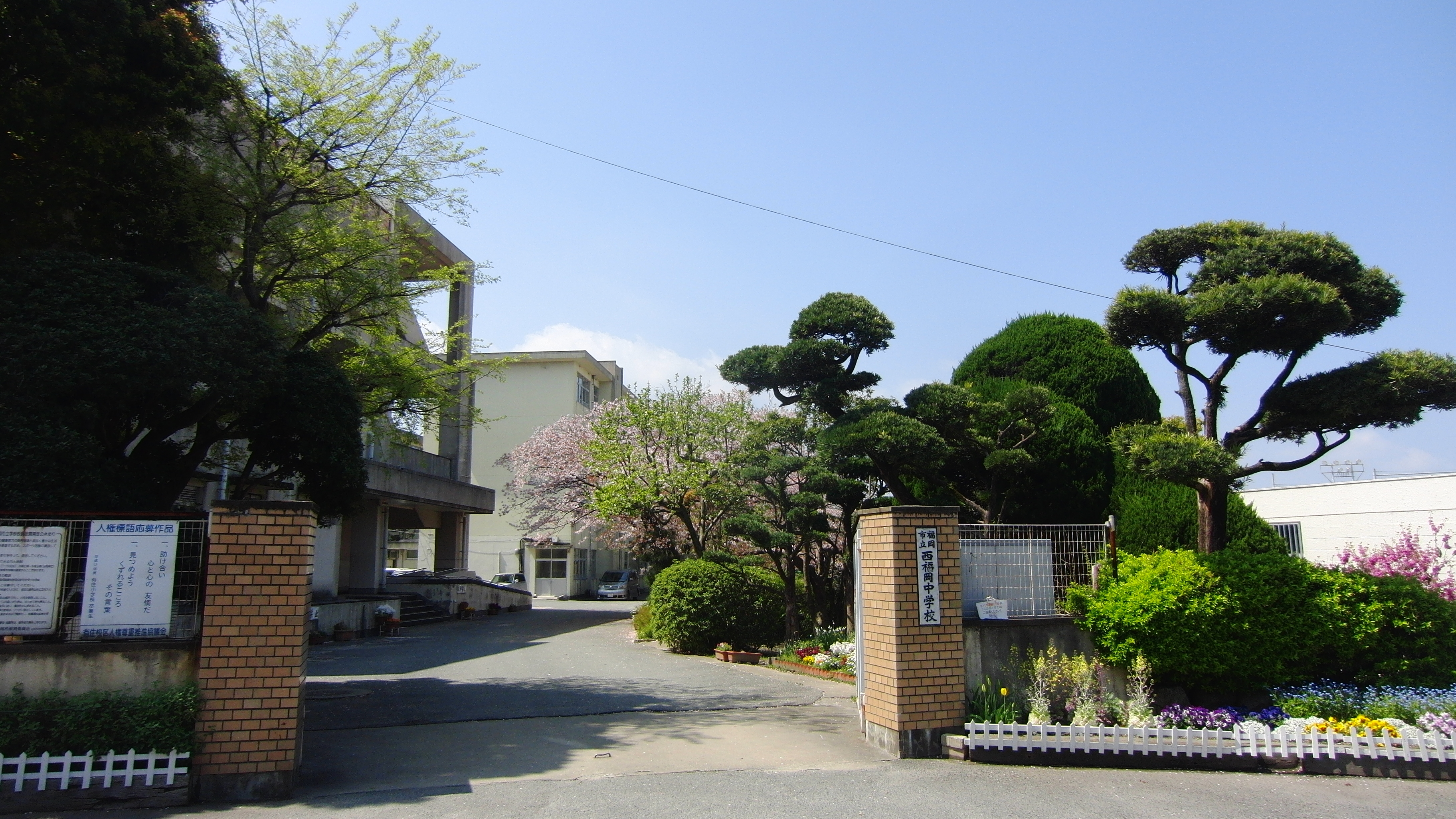
福岡市立西福岡中学校

福岡市立西福岡中学校（ふくおかしりつにしふくおかちゅうがっこう）は、福岡県福岡市早良区小田部三丁目32番1号にある公立中学校。通称「西福岡中学校」「西福岡中」「西中」。

## 概要
原、小田部、有田などの各地区に加え、大規模団地である室住団地を校区に持つ。
生徒のほとんどは原西小学校と有住小学校の出身者で構成されている。

## 沿革
- 1947年（昭和22年） 県立西福岡高校（現・県立福岡講倫館高校）の校舎を借用して開校
- 1949年（昭和24年） 西側校舎の12教室が竣工。現在の敷地に移転
- 1950年（昭和25年） 東側校舎の6教室、校門竣工、校旗制定
- 1951年（昭和26年） 音楽教室兼図書室竣工
- 1955年（昭和30年） 校歌制定（作詞：松口栄太、作曲：森脇憲三）なお、松口は初代PTA会長でもある。
- 1961年（昭和36年） 城南中学校分離創設
- 1968年（昭和43年） 梅林中学校分離創設
- 1970年（昭和45年） 新教室12教室、体育館竣工
- 1972年（昭和47年） 30人学級体制開始（1995年（平成7年）度まで）、知的障害特殊学級新設
- 1973年（昭和48年） 壱岐中学校分離創設、プール竣工
- 1976年（昭和51年） 原北中学校創立
- 1979年（昭和54年） 田隈中学校創立に伴い、次郎丸団地在住の2・3年生が分離転出
- 1981年（昭和56年） 次郎丸中学校創立に伴い、該当地域在住の2・3年生が分離転出
- 1992年（平成4年） 新講堂・体育館・プール竣工

## 校訓
英知 礼節 剛健
なお、心の3箇条として「よい笑顔 よい挨拶 よい態度」を定めている。　

## 交通
国道202号が学校の北側100メートルほどの所を東西に横断している。
最寄りのバス停は西鉄バス「西福岡中学校東口」、「小田部二丁目」、「小田部四丁目」

## 著名な出身者
- 片山瞳：モデル、女優（1995年（平成7年）度卒）